# Индо-пакистанский жестовый язык
Индо-пакистанский жестовый язык (Indo-Pakistani Sign Language, IPSL) — доминирующий жестовый язык, который используют несколько сотен тысяч глухих (2003). Как и в случае многих других жестовых языков, трудно оценить количество его носителей, так как в переписи населения Индии жестовые языки не фигурировали, а большинство исследований были сосредоточено на севере страны и в городских районах. Состоит из индийского (Indian Sign Language, Indo-Pakistani Sign Language, Urban Indian Sign Language) и пакистанского (Isharon Ki Zubann, Pakistan Sign Language) языков жестов. Пакистанский распространён в Пакистане, а индийский — в Бангладеш и Индии.

## Разновидности
Также у индо-пакистанского жестового языка есть несколько диалектов:
- Бангалорско-мадрасский жестовый язык (Bangalore-Madras Sign Language), или бангалорско-ченнаи-хайдерабадский жестовый язык (Bangalore-Chennai-Hyderabad Sign Language)
- Бомбейский жестовый язык (Bombay Sign Language)
- Делийский жестовый язык (Delhi Sign Language)
- Калькуттский жестовый язык (Calcutta Sign Language), или колькатский жестовый язык (Kolkata Sign Language)
- Пенджабско-синдхский жестовый язык (Punjab-Sindh Sign Language)
- Северо-западный пограничный жестовый язык (North West Frontier Province Sign Language)